# تجهیزات سنگین

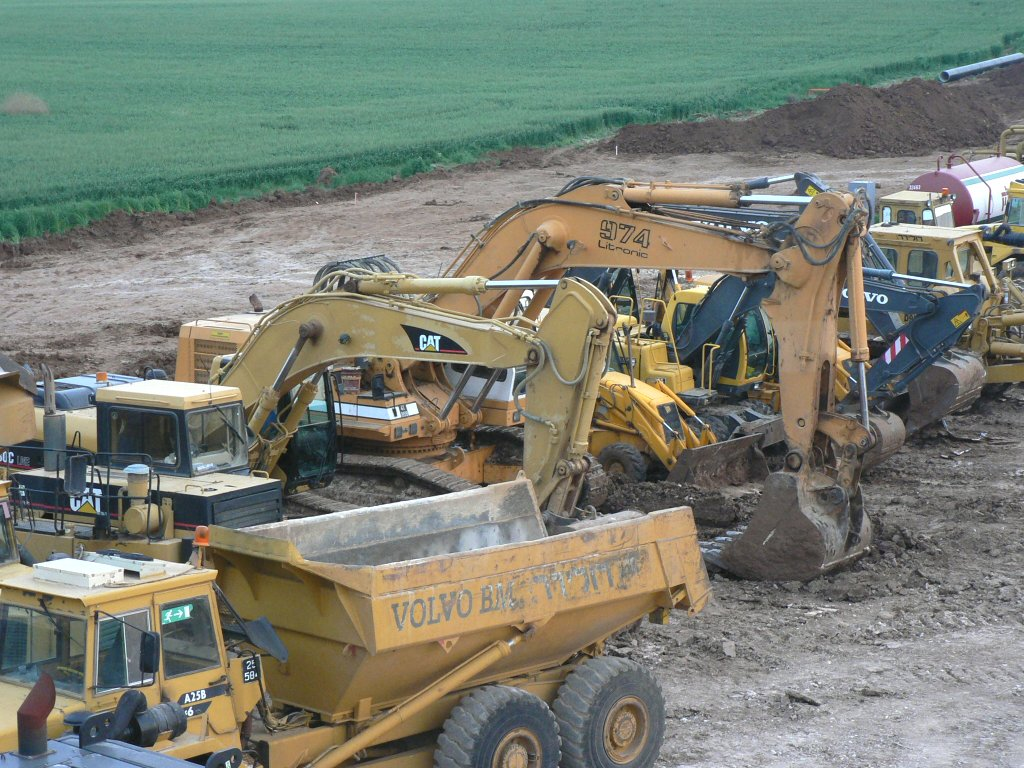
نمونه‌هایی از تجهیزات سنگین در یک سایت ساخت‌وساز

تجهیزات سنگین (انگلیسی: Heavy equipment) به ماشین‌آلات و وسایل نقلیه مورد استفاده در صنایع سنگین اطلاق می‌شود، که اغلب در حوزه‌های ساخت‌وساز، راه‌سازی، استخراج معادن، صنایع جنگ‌افزاری، اجرای عملیات خاکی و غیره، مورد استفاده قرار می‌گیرند. تجهیزات سنگین تحت عناوینی چون ماشین‌آلات سنگین، ماشین‌آلات عمرانی و معدنی، کامیون‌های سنگین، تجهیزات ساخت‌وساز، تجهیزات مهندسی، ماشین‌آلات راه‌سازی، ماشین‌آلات مهندسی، وسایل نقلیه سنگین و هیدرولیک سنگین نیز شناخته می‌شوند.
تجهیزات سنگین اغلب از پنج سیستم تجهیزاتی تشکیل می‌شوند، که شامل پیاده‌سازی، کششی، سازه‌ای، ریلی و کنترلی-اطلاعاتی می‌باشند. شرکت‌های کاترپیلار، کوماتسو، سی‌ان‌ایچ، هیتاچی، جان‌دیر و ولوو، به‌عنوان بزرگ‌ترین سازندگان تجهیزات سنگین جهان به‌شمار می‌آیند.